# Frank Rubino
Frank Rubino er en dansk musikgruppe.
Frank Rubino blev dannet i 2003 af sanger og komponist Frank Lundum, trommeslager Lars Møller, bassist Morten Kjeldsen, guitarist Tommy Lui og harmonikaspiller Christian Bach. Sidstnævnte forlod orkestret i 2006 og samme år kom keyboard og harmonikaspiller Jan Møller med.
Frank Rubino spiller rock med et strejf af hidsige sigøjnertonaliteter, behagelige cubanske flader og emotionelle italienske udbrud. Stilarterne blandes med lige dele respekt og anarki, så det samlede udtryk fanger dynamikken mellem det traditionelle og det nyskabende. 
Orkesteret er centreret omkring sangeren Frank Lundum. Frank har været omkring; han har hørt og set ting, som nu skal fortælles. Historierne handler om krogede skæbner på tilværelsens skyggesider og deres møde med eksistenstemaer, så som kærlighed, had, lykke og død. Stilistisk kan historierne betegnes som romantisk socialrealisme, udtrykt gennem varme, kynisme og humor.

## Diskografi

### Albums
- Desert Rose (2009)

 Der er for få eller ingen kildehenvisninger i denne artikel, hvilket er et problem. Du kan hjælpe ved at angive troværdige kilder til de påstande, som fremføres i artiklen.